# 트래픽 배리어

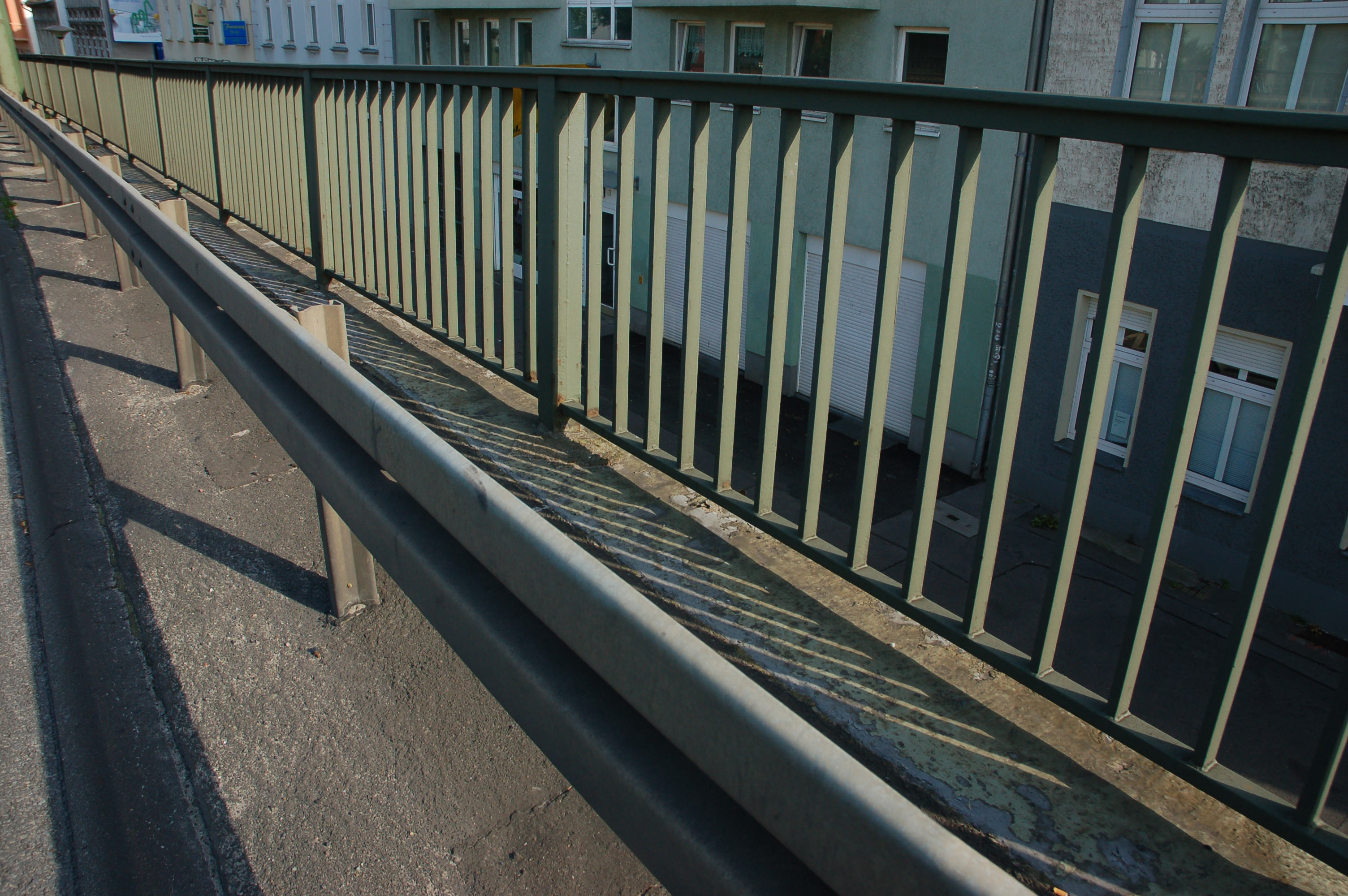
뒤에 가드레일이 있는 트래픽 배리어

트래픽 배리어(traffic barrier)는 교대, 건물, 벽, 대형 빗물 배수관 또는 가파른(복원 불가능한) 경사면을 횡단하거나 깊은 물에 들어가는 경우 차량을 도로 내에 유지하고 바위, 표지판 지지대, 나무, 다리와 같은 위험한 장애물과 충돌하는 것을 방지한다. 또한 분리된 고속도로의 중앙분리대 내에 설치되어 잘못된 차량이 반대쪽 차도에 진입하는 것을 방지하고 정면 충돌을 줄이는 데 도움을 준다. 양쪽에서 부딪치도록 설계된 이러한 배리어 중 일부를 중앙분리대(median barrier)라고 한다. 트래픽 배리어는 학교 운동장, 보행자 구역, 연료 탱크와 같은 취약한 지역을 잘못된 차량으로부터 보호하는 데에도 사용할 수 있다.
배리어는 일반적으로 차량 탑승자의 부상을 최소화하도록 설계되지만, 트래픽 배리어와 충돌하면 부상이 발생할 수 있다. 배리어와의 충돌이 배리어 뒤의 위험 요소와의 충돌보다 덜 심각할 가능성이 있는 곳에만 설치해야 한다. 가능한 경우 위험 요소를 배리어로 보호하는 것보다 제거, 재배치 또는 수정하는 것이 좋다.
안전하고 효과적인지 확인하기 위해 트래픽 배리어는 일반 용도로 승인되기 전에 광범위한 시뮬레이션 및 전체 규모 충돌 테스트를 거친다. 충돌 테스트는 잠재적인 모든 영향 방식을 재현할 수는 없지만 테스트 프로그램은 트래픽 배리어의 성능 한계를 결정하고 도로 사용자에게 적절한 수준의 보호를 제공하도록 설계되었다.

## 같이 보기
- 저지 장벽
- 트래픽 콘
- 가드레일